# Adrienne Fazan
Pour les articles homonymes, voir Fazan.
Adrienne Fazan, née le 9 mai 1906 à Los Angeles et morte le 23 août 1986 à Los Angeles, est une monteuse américaine.
En 1959, elle obtient l'Oscar du meilleur montage pour Gigi.

## Filmographie
- 1931 : Wir schalten um auf Hollywood de Frank Reicher
- 1933 : Day of Reckoning
- 1934 : La Veuve joyeuse
- 1937 : L'Inconnue du palace (The Bride Wore Red)
- 1937 : You're Only Young Once
- 1939 : Prophet Without Honor
- 1939 : How to Eat
- 1939 : The Day of Rest
- 1939 : See Your Doctor
- 1940 : The Big Premiere
- 1940 : All About Hash
- 1940 : Women in Hiding
- 1940 : A Failure at Fifty
- 1940 : Utopia of Death
- 1940 : Goin' Fishin'
- 1941 : Where Did You Get That Girl?
- 1941 : More About Nostradamus
- 1941 : Coffins on Wheels
- 1941 : The Tell-Tale Heart
- 1942 : Inflation
- 1942 : Further Prophecies of Nostradamus
- 1942 : Mr. Blabbermouth!
- 1943 : Portrait of a Genius
- 1943 : Ode to Victory
- 1943 : My Tomato
- 1944 : Barbary Coast Gent (en) de Roy Del Ruth
- 1945 : L'Impossible Amour (Between Two Women), de Willis Goldbeck
- 1945 : Escale à Hollywood (Anchors Aweigh)
- 1945 : She Went to the Races
- 1946 : Féerie à Mexico (Holiday in Mexico)
- 1946 : Cœur secret (The Secret heart), de Robert Z. Leonard
- 1948 : Cupidon mène la danse (Three Daring Daughters)
- 1948 : Le Brigand amoureux (The Kissing Bandit), de László Benedek
- 1949 : Amour poste restante (In the Good Old Summertime)
- 1950 : Voyage à Rio (Nancy goes to Rio)
- 1950 : Jamais deux sans toi (Duchess of Idaho) de Robert Z. Leonard
- 1950 : Chanson païenne (Pagan Love Song)
- 1951 : Un Américain à Paris (An American in Paris)
- 1951 : Carnaval au Texas (Texas Carnival)
- 1952 : Chantons sous la pluie (Singin' in the Rain)
- 1952 : Everything I Have Is Yours
- 1953 : Cupidon photographe (I Love Melvin)
- 1954 : Donnez-lui une chance (Give a Girl a Break)
- 1954 : Deep in My Heart
- 1955 : Beau fixe sur New York (It's Always Fair Weather)
- 1955 : Kismet
- 1956 : Invitation à la danse (Invitation to the Dance)
- 1956 : La Vie passionnée de Vincent van Gogh (Lust for Life)
- 1957 : La Femme modèle (Designing Woman)
- 1957 : Prenez garde à la flotte (Don't Go Near the Water) de Charles Walters
- 1958 : Gigi
- 1958 : Qu'est-ce que maman comprend à l'amour ? (The Reluctant Debutante)
- 1958 : Comme un torrent (Some Came Running)
- 1959 : Le Cirque fantastique (The Big Circus)
- 1959 : Un mort récalcitrant (The Gazebo)
- 1960 : Un numéro du tonnerre (Bells Are Ringing)
- 1962 : Les Quatre Cavaliers de l'Apocalypse (Four Horsemen of the Apocalypse)
- 1962 : Quinze jours ailleurs (Two Weeks in Another Town)
- 1963 : Il faut marier papa (The Courtship of Eddie's Father)
- 1963 : Pas de lauriers pour les tueurs (The Prize)
- 1964 : Looking for Love (en)
- 1964 : 36 heures avant le débarquement (36 Hours), de George Seaton
- 1965 : Billie (en)
- 1966 : Propriété interdite (This Property Is Condemned), de Sydney Pollack
- 1967 : Who's Minding the Mint?
- 1968 : Where Angels Go, Trouble Follows
- 1968 : Il y a un homme dans le lit de maman (With Six You Get Eggroll)
- 1969 : The Comic
- 1970 : Attaque au Cheyenne Club (The Cheyenne Social Club)

## Distinctions

### Récompenses
- 1959 : Oscar du meilleur montage pour Gigi[2].

### Nominations
- 1952 : nomination à l'Oscar du meilleur montage pour Un Américain à Paris[3].